# Druga križarska vojna
Druga križarska vojna  (1147–1149) je bil drugi veliki križarski pohod  v Sveto deželo. Začela se je leta 1145 kot odgovor krščanske Evrope na padec Grofije Edese, ki jo je med prvo križarsko vojno (1095–1099) leta 1098 ustanovil Baldvin Bouillonski.
Drugo križarsko vojno je razglasil papež Evgen III. v svoji buli Quantum praedecessores, ki jo je objavil 1. decembra 1145. Vojno naj bi vodila kralja Ludvik VII. Francoski in Konrad III. Nemški s pomočjo številnih pomembnih evropskih plemičev. 
Vojski obeh kraljev sta preko Evrope hodili ločeno.  Na poti skozi Bizantinsko cesarstvo ju je zaradi slabih izkušenj iz prve križarske vojne nekoliko oviral cesar Manuel I. Komnen, v Anatoliji pa so zatem vsako vojsko posebej porazili Turki Seldžuki. Glavni zahodnokrščanski vir Odo Deuilski in sirski krščanski viri trdijo, da je Manuel skrivoma oviral njihov pohod, predvsem v Anatoliji, in je premišljeno nagovoril Turke, naj jih napadejo. Ludvik in Konrad sta z ostanki svojih vojsk uspela priti do Jeruzalema in se nato leta 1148 udeležiti politično zgrešenega napada na Damask. 
Drugi križarski pohod  je doživel popoln polom, velika zmaga muslimanov pa je nazadnje pripeljala do padca Jeruzalema (1187) in tretje križarske vojne  (1189–1192). 
Edini uspeh v drugi križarski vojni se ni zgodil na Bližnjem vzhodu, pač pa na Portugalskem. Križarji iz Flandrije, Frizije, Normandije, Anglije, Škotske in delno iz Nemčije, ki so namesto po kopnem potovali po morju, so se mimogrede ustavili na Portugalskem in leta 1147 pomagali osvojiti Lizbono.

## Zgodovinsko ozadje

### Padec Edese
Glavni članek: Obleganje Edese
Po prvem križarskem pohodu (1095–1099) in manjšem križarskem pohodu leta 1101 so na Bližnjem vzhodu nastale tri države: Jeruzalemsko kraljestvo, Kneževina Antiohija in Grofija Edesa.  Leta 1109 je nastala še četrta država, Grofija Tripoli.
Grofijo Edeso so ustanovili že med prvo križarsko vojno. Bila je najbolj severna, najšibkejša in najmanj naseljena križarska država, zato je bila pogosta tarča napadov sosednjih muslimanskih držav, katerim so vladali Ortokidi, Danišmendi in Seldžuki. Edeški grof Baldvin II. in bodoči grof Joscelin Courtenayski sta bila po porazu v bitki pri Harranu leta 1104 v danišmendskem ujetništvu. Danišmendi so ju izpustili in leta 1122 ponovno ujeli. Po bitki pri Azazu leta 1125 si je država nekoliko opomogla, toda leta 1131 so Joscelina v bitki ubili in njegov naslednik Joscelin II. je bil primoran skleniti zavezništvo z Bizantinskim cesarstvom. Položaj grofije se je močno poslabšal leta 1143, ker sta cesar Ivan II. Komnen in jeruzalemski kralj Fulk Anžujski umrla. Ivana je nasledil sin Manuel I. Komnen, ki se je po očetovi smrti ukvarjal predvsem z utrjevanjem svojega položaja, Fulka pa sta nasledila žena Melisenda in sin Baldvin III.. Ker je bil Joscelin II. tudi v stalnih sporih z Rajmondom II. Tripolijskim in Rajmondom Antioškim, ni imela grofija Edesa nobenega močnega zaveznika. 
Mosulski atabeg Zengi je leta 1128 k svoji državi priključil Alep, ki je bil ključ do Sirije, za katero sta se potegovala tudi vladarja Jeruzalema in Damaska. Svojo pozornost je nato usmeril proti Damasku, v katerem so vladali Buridi, in je zanimal tudi jeruzalemskega kralja Baldvina II..  Baldvin je poskusil osvojiti Damask že leta 1129, vendar je bil poražen, njegov naslednik Fulk pa je s posredovanjem kronista Usame ibn Munkida z Buridi sklenil zavezništvo. Zengi je Damask oblegal leta 1139 in 1140.
Konec leta 1144 se je edeški grof Joscelin II. povezal z Ortokidi in odšel s skoraj celo vojsko pomagat Kara Aslanu oblegat Alep. Zengi je izkoristil njegovo odsotnost in odšel z vojsko na sever oblegat Edeso. Mesto se je 24. decembra 1144 vdalo. Jeruzalemska kraljica Melisenda je Edesi poslala na pomoč vojsko pod poveljstvom Manasa Hiergeškega in Filipa Millyjskega, toda vojska je prišla prepozno.
Zengi se je po osvojitvi Edese vrnil v Mosul, kjer so ga slavili kot  "branilca vere"  in ga imenovali al-Malik al-Mansur – zmagoviti kralj. Osvajanja ostankov Grofije Edese ali celo Kneževine Antiohije se ni lotil, ker vojaško ni bil dovolj močan. Leta 1146 ga je eden od njegovih sužnjev ubil. Nasledil ga je sin Nur ad-Din.
Joscelin je svojo prestolnico prenesel v trdnjavo Tilbeşar in od tam vladal ostankom grofije. V naslednjih letih se je ozemlje grofije stalno manjšalo: nekaj so ga osvojili muslimani, nekaj pa ga je sam prodal Bizantincem. 

### Quantum praedecessores
Novico o padcu Edese so v Evropo prvi prinesli romarji spomladi leta 1145, za njimi pa še odposlanci iz Antiohije, Jeruzalema in Armenije. Papež Evgen III. je novico izvedel v Viterbu od škofa Huga iz Jableha. Hugo je papežu med drugim povedal tudi to, da živi nekje na vzhodu mogočen krščanski kralj in patriarh Prezbiter Ivan, ki bi morda lahko pomagal križarskim državam. Njegova pripoved je prva dokumentirana omemba tega legendarnega kralja.
Papež je menil, da je potreben nov križarski pohod, ki bo bolje organiziran kot prvi: duhovniki morajo biti zanesljivi in odobreni od papeža, vojsko morajo voditi najmočnejši evropski vladarji, pot pa mora biti načrtovana še pred odhodom. 1. decembra 1145 je v ta namen izdal  bulo Quantum praedecessores, s katero je napovedal drugo križarsko vojno in jo naslovil neposredno na francoskega kralja Ludvika VII. in njegove podložnike. Udeležencem vojne je obljubil odvezo vseh grehov in cerkveno zaščito njihovega osebnega in družinskega premoženja, kot je pred prvo križarsko vojno obljubil  papež Urban II. Ludvik VII. je njegovo bulo objavil svojemu dvoru v Bourgesu za Božič leta 1145.
Ludvik je že pred objavo Evgenove bule načrtoval svoj križarski pohod oziroma romanje v Sveto deželo, zato se za bulo sprva ni zmenil. Ker so zelo verjetno tudi njega obiskali odposlanci z vzhoda in mu poročali o padcu Edese, je po posvetu z opatom Bernardom iz Clairvauxa nazadnje popustil, sprejel papežev blagoslov in dobil njegovo popolno podporo. Papež je zaradi slabega odziva 1. marca 1146 bulo ponovno izdal, Bernard iz Clairvauxa pa je začel po Franciji in kasneje po Nemčiji pridigati za drugo križarsko križarski vojno.

## Bernard iz Clairvauxa
Papež je Bernarda iz Clairvauxa pooblastil, da pridiga o drugem križarskem pohodu in podeljuje odpustke. Leta 1146 je bilo v Vezelayu v Burgundiji zasedanje francoskega parlamenta, na katerem so bili kralj Ludvik VII., njegova žena Eleonora Akvitanska in francosko plemstvo, ki so po Bernardovi pridigi kleče čakali, da jim podeli romarski križ. Iz  Francije je Bernard odšel v Nemčijo, kjer je skoraj na vsakem koraku delal čudeže, ki so nedvomno pripomogli k uspehu njegovega poslanstva. Konradu III. Nemškemu in njegovemu nečaku Frideriku Barbarossi je osebno podelil romarski križ.  Papež Evgen III. je Bernarda ponovno podprl na cerkvenem zboru v Parizu leta 1147.
Bernardova pridige so v Nemčiji povzročile val nasilja proti Judom, enako kot v prvi križarski vojni. Pogrome v Porenju, Kölnu, Mainzu, Wormsu in Speyerju je sprožil neki fanatičen francoski menih z imenom Rudolf, ki je Jude obtožil, da nočejo finančno podpreti reševanja Svete dežele. Bernard in nadškofa Kölna in Mainza so pogromom odločno nasprotovali in Bernard je celo osebno odšel iz Flandrije v Nemčijo, da bi pomiril podivjano drhal. V Mainzu je naletel na Rudolfa, ga umiril in poslal nazaj v samostan.  

## Polabski križarski pohod
Med Bernardovim pozivanjem na sveto vojno se je mnogo Nemcev iz južne Nemčije prostovoljno prijavilo za pohod v Sveto deželo, Nemci iz severne Nemčije pa so 13. marca 1147 na skupščini v Frankfurt sklenili, da bodo namesto v Sveto deželo odšli na pohod  proti poganskim Slovanom in Baltom v vzhodni Evropi. Papež je njihov načrt odobril in 13. aprila 1147 izdal papeško bulo Divina dispensatione. V buli je izjavil, da med duhovnimi nagradami za udeležence različnih križarskih vojn ni nobenih razlik. Med prostovoljci v pohodu proti Slovanom je bilo največ Dancev, Sasov in Poljakov in manjše število Čehov. Vrhovni poveljnik križarske vojske je bil papeški legat škof Anzelm Havelberški. Pohod sam so vodile pomembne saške plemiške družine: Askanijci, Wettini in Schauenburgerji.
Vznemirjeni zaradi nemške grožnje so Obodriti, slovanska plemena, ki so živela med Labo in Baltikom, junija 1147 preventivno zasedla Vagrijo (današnji vzhodni Holstein v severni Nemčiji). Pozno poleti istega leta so jih križarji napadli in jih najprej pregnali z vseh krščanskih ozemelj, potem pa so se usmerili proti njihovima trdnjavama v Dobinu (današnji Dobin am See) in Demminu na Pomorjanskem. V napadu na Dobin sta sodelovala danska kralja Knut V. In Sven III., bremenski nadškof Adalbert in saški vojvoda Henrik Lionski. Saška vojska Henrika Lionskega  je neusmiljeno pustošila podeželje in se umaknila šele potem, ko je poganski poglavar Niklot pristal, da se bo dobinski garnizon pokristjanil.
Po neuspešnem obleganju Demmina se je oddelek križarjev odcepil in odšel plenit na Pomorjansko.  Prišli so vse do krščanskega Ščečina, kjer so se po srečanju s škofom Albertom Pomorjanskim in knezom Ratiborjem I. Pomorjanskim razšli.
Bernard iz Clairvauxa je izjavil, da je cilj njihovega pohoda potolči poganske Slovane "dokler se ne bodo, z Božjo pomočjo, pokristjanili ali izginili". Kar se tega tiče, je pohod spodletel, saj je večina polabskih Slovanov ostala zvesta svojim poganskim bogovom, k stari veri pa so se po odhodu Sasov vrnili tudi pokristjanjeni prebivalci Dobina. Albert Pomorjanski je imel o pohodu drugačno mnenje: "Če so prišli utrjevat krščansko vero, bi morali to opraviti z molitvijo in ne z orožjem".
Po pohodu sta bili pokrajini Meklenburg in Pomorjansko popolnoma opustošeni in izumrli, ker so večino prebivalstva pobili. Posebno kruti so bili križarji Henrika Lionskega. Slovansko prebivalstvo je med vojno izgubilo večino svojih virov, kar je močno omejilo njihove možnosti, da bi se učinkovito uprli.

## Rekonkvista in padec Lizbone
Spomladi leta 1147 je papež odobril razširitev križarskega pohoda na Iberski polotok in kralja Alfonsa VII. Leónskega zadolžil, da svoje vojaške operacije proti Mavrom uskladi z vojaškimi operacijami križarjev. 
Maja 1147 je iz Dartmoutha v Angliji proti Sveti deželi krenil prvi kontingent angleških križarjev. Slabo vreme jih je prisililo, da so 16. junija 1147 pristali v Portu na severu Portugalske, kjer so jih pregovorili, naj se sestanejo s portugalskim kraljem Alfonsom I.. Križarji so na razgovoru s kraljem pristali, da mu pomagajo osvojiti Lizbono, če jim dovoli opleniti mesto in pobrati odkupnino za ujetnike. Obleganje Lisbone je trajalo od 1. julija do 25. oktobra 1147, ko so se Mavri zaradi lakote vdali. Večina križarjev je ostala v mestu, nekaj pa jih je nadaljevalo pot v Sveto deželo. Križarji so že pred padcem Lizbone pomagali osvobodili Santarém. Kasneje so osvobodili še Sintro, Almado, Pamelo in Setúbal, kjer so se lahko za stalno naselili . 
Kralj Alfonso Leónski, barcelonski grof Ramon Berenguer IV. in drugi so medtem z vojsko katalonskih in francoskih križarjev napadli bogato pristanišče  Almerío. S podporo genovske in pisanske mornarice so oktobra 1147 mesto osvojili. Ramon Berenger je zatem napadel kraljestvo Almoravidov v Murciji in Valenciji. Decembra 1147 je po petih mesecih obleganja s pomočjo francoskih in genoveških križarjev  zasedel Tortoso. Naslednje leto so padle še Fraga, Lleida in Mequinenza na sotočju rek Segre in Ebro.

## Vojna na vzhodu
Joscelin Edeški je po Zengijevi smrti poskusil osvojiti Edeso, vendar ga je Nur ad-Din novembra 1146 porazil. 
16. februarja 1147 so se francoski križarji sestali v Étampesu in se dogovorili za smer pohoda. Nemci so se že odločili, da bodo potovali čez Ogrsko, ker pot po morju zaradi sovražnosti med Konradom III.  in Rogerijem II. Sicilskim ni prišla v poštev. Mnogi francoski plemiči so se poti po kopnem bali, ker je potekala preko ozemlja Bizantinskega cesarstva. Prebivalci cesarstva so se namreč še dobro spominjali posledic prvega križarskega pohoda. Nazadnje so se kljub temu  odločili za isto pot kot Nemci. Na pot so odrinili 15. junija 1147. Užaljeni Rogerij II. Sicilski je udeležbo v pohodu odklonil. 
V Franciji so za regenta med kraljevo odsotnostjo izvolili opata Sugerja in grofa Viljema II. Neverskega. V Nemčiji se je na vzpodbudo pridigarja Adama Ebrachškega pohodu pridružil še Konradov polbrat Oton Freisinški. 13. marca 1147 so v Frankfurtu za kralja izvolili Konradovega sina Friderika, za njegovega regenta pa škofa Henrika iz Mainza. Nemci so nameravali oditi na pot za Veliko noč, vendar so na pot krenili šele maja.

### Nemški pohod
Nemški križarji, ki jih je spremljal papeški legat kardinal Teodvin, se je nameravala srečati s francoskimi križarji v Konstantinoplu. Na Dunaju se je pohodnikom priključil Otokar III. Štajerski.  Kralj Geza II. Ogrski, ki je bil sicer Konradov sovražnik, je vojski dovolil neoviran prehod preko svojega ozemlja.
Bizantinski cesar Manuel I. Komnen je vedel za prihod križarjev in jim je dovolil prehod preko svojega ozemlja, vendar je zaradi slabih izkušenj iz prve križarske vojne prekinil vojaški pohod proti Seldžuškemu sultanatu Rum. S sultanom Masudom I. je sklenil premirje in vso svojo vojsko preusmeril na obrambo proti križarjem. Ko je nemška vojska, ki je štela kakšnih 20.000 mož, prišla na bizantinsko ozemlje, je prišlo samo do manjših spopadov pri Plovdivu in v Odrinu, kjer se je bizantinski general Prosuh spopadel s Konradovim nečakom, bodočim cesarjem Friderikom. Nekaj Nemcev je po poti utonilo v poplavah, glavnina vojske pa je 10. septembra prišla do Konstantinopola.
Odnosi s cesarjem so bili napeti, zato so Nemci hoteli čim prej oditi v Malo Azijo. Manuel je prosil Konrada, naj mu pusti nekaj svojih vojakov, da bi mu pomagali v morebitnem spopadu z Rogerijem II. Sicilskim, ki je po poti proti Konstantinopolu ropal grška mesta. Konrad je prošnjo zavrnil, čeprav je bil Rogerij tudi njegov sovražnik. 
V Mali Aziji se je Konrad odločil, da ne bo čakal Francozov in se je odpravil proti Konyi, glavnemu mestu Seldžuškega sultanata Rum. Vojsko je razdelil v dva oddelka. Prvi oddelek, ki ga je vodil sam, so v bitki pri Dorileju 25. oktobra 1147 skoraj v celoti uničili Seldžuki.  Seldžuki so v bitki uporabili svojo staro preskušeno taktiko: hlinili so umik, potem pa so se vrnili in uničevali manjše oddelke nemške konjenica, ki so se odcepile od glavnine. Konrad je z večino vitezov pobegnil, večino pešcev pa so Seldžuku pobili ali ujeli.  V Nikejo se je vrnilo samo okrog 2.000 mož, od tam pa jih je veliko dezeriralo in se poskušalo vrniti domov.   Drugo skupino, ki jo je vodil Oton Freisinški, so na sredozemski obali uničili na začetku leta 1148. 

### Francoski pohod
Francoski križarji so odšli na pot iz Metza junija 1147. Vodili so jih kralj Ludvik VII., Thierry Alzaški, Reginald I. Barski, Amadej III. Savojski, njegov polbrat Viljem V. Montferraški, Viljem VII. Auvergnejski in drugi. Francozom so se pridružile vojske iz Lorene, Bretanije, Burgundije in Akvitanije. Vojska iz Provanse, ki jo je vodil Alfons Toulouški, je odšla na pot avgusta po morju. V Wormsu so se Ludviku pridružili še križarji iz Normandije in Anglije. Hodili so po isti poti kot Nemci.
Kralj Geza II. je tudi njim dovolil prehod preko Ogrske. Edini večji konflikt se je zgodil, ko je Geza ugotovil, da se je francoskim križarjem na skrivaj pridružil pretendent na ogrski prestol Boris in je zahteval njegovo izročitev. Ludvik VII. je izročitev zavrnil, Gezi pa je obljubil, da ga bo odpeljal iz države. Po prihodu v Bizantinsko cesarstvo se je francoska predhodnica, v kateri so bil Lorenci, spopadla z Nemci, ki so zaostali za glavnino svoje vojske.  
Tudi francoski odnosi z bizantinskim cesarjem so bili slabi, vendar boljši kot nemški. Ko so se Francozom v Konstantinoplu pridružile vojske iz Savoje, Auvergneja in Montferrata, ki so potovale po Italiji do Brindisija in nato po morju do Drača, je cela vojska odplula v Malo Azijo. Novice, da je nemška vojska v Mali Aziji doživela polom, so Bizantince opogumile in Manuel je Francozom odrekel vsakršno vojaško podporo. Resnici na ljubo je Bizantinsko cesarstvo malo pred tem napadel Rogerij II. Sicilski, zato je moral cesar vse svoje čete premestiti na Balkan. Manuel I. je od Francozov zahteval enako prisego kot njegov stari oče Aleksej I.: da bodo cesarstvu vrnili vsa osvojena ozemlja. 
Francozi so v Nikeji naleteli na ostanke nemške vojske, ki so se nato pridružili Ludviku. Iz Nikeje so pot nadaljevali po poti Otona Freisinškega, ki je potekala ob sredozemski obali in decembra prišli v Efez. V Efezu je Ludvik VII. izvedel, da se Seldžuki  pripravljajo na napad, Manuelovimi odposlanci pa so se mu pritožili zaradi plenjenja in mu sporočili, da zaradi tega na pomoč bizantinske vojske v boju s Seldžuki ne morejo računati. 
Konrad je v Efezu resno zbolel in se je moral vrniti v Konstantinopel, kjer mu je dal Manuel na razpolago svojega osebnega zdravnika. Ludvik se za opozorila o turškem napadu ni zmenil in se  je z vojsko odpravil proti vzhodu. Turki so jih kmalu zatem napadli, vendar so jih križarji odbili. Januarja so prišli do Laodikeje. Malo za Laodikejo so padli v turško zasedo in se pognali v brezglav beg. Med bežečimi je bil tudi kralj Ludvik, katerega bi Seldžuki zlahka ujeli, vendar ga niso prepozali. Turki jih zatem niso več odkrito napadli, pač pa so jih celo pot nadlegovali in pred njimi požigali polja, da so bili brez hrane ljudje in konji. Ludviku je začela pot po kopnem presedati, zato je v Adaliji (Antalya) začel najemati ladje, da bi odplul v Antiohijo. Zbiranje ladij se je zaradi nevihtnega vremena zavleklo, večina obljubljenih ladij pa sploh ni priplula. Nazadnje je vse razpoložljive ladje zasedel sam s svojim spremstvom, ostanek vojske pa se je v Antiohijo odpravil peš. Vojsko so po poti skoraj v celoti uničili Turki in bolezen.

## Pohod v Jeruzalem
Ludvik je zaradi slabega vremena prišel v Antiohijo šele 19. marca. Amadej je po poti na Cipru umrl. Ludvika je toplo sprejel Eleonorin stric Rajmond Poitierski, ki je od njega pričakoval pomoč pri obrambi proti Seldžukom in da ga bo spremljal na pohodu proti Alepu. Ludvik je ponudbo zavrnil in se odločil, da bo raje dokončal svoje romanje v Jeruzalem. Kmalu zatem je odšel v Tripoli, medtem pa je Oton Freisinški z ostanki svoje vojske aprila že prišel v Jeruzalem. Kmalu za njim je prišel še Konrad. 
Približno takrat je priplulo tudi ladjevje, ki se je po poti ustavilo v Lizboni, in Provansalci toulouškega grofa Alfonsa Jordana. Alfonso je kmalu zatem v Cezareji umrl zaradi zastrupitve. Zastrupila sta ga verjetno Eleonora Akvitanska ali njegov nečak Rajmond II. Tripolski, ki se je bal stričevega političnega vpliva v grofiji. 

## Zbor v Palmareji
Jeruzalemski Vrhovni svet je pozdravil prihod vojakov iz Evrope in 24. junija 1148 v Palmareji pri Akonu  sklical skupščino, na kateri bi odločali o najprimernejšem vojaškem cilju. Zbor je bil najbrž najbolj spektakularen zbor sveta v vsej njegovi zgodovini. Na zboru ni bilo nobenega predstavnika Antiohije, Tripolija in bivše Grofije Edese. 
Prvotni cilj križarskega pohoda je bila Edesa, toda Ludvik in Konrad sta zbor prepričevala, naj raje napadejo Damask. Nekateri v Jeruzalemu rojeni plemiči so poudarjali,  da to ne bi bilo modro, ker so bili damaščanski Buridi njihovi  zavezniki proti Zengidom. Konrad, Ludvik in Baldvin so vztrajali, da je za kristjane tudi Damask sveto mesto, zato bi bila njegova osvojitev enakovredna osvojitvi Antiohije ali Jeruzalema. Zbor je nazadnje sklenil, da namesto Edese napadejo Damask.
Križarska vojska se je zbrala julija 1148 pri Tiberiji ob Galilejskem jezeru in mimo Banijasa odkorakala proti Damasku.

## Obleganje Damaska
Obleganje Damaska je trajalo samo štiri dni. Križarji so se odločili, da bodo mesto napadli z zahoda, kjer so jim številni sadovnjaki zagotavljali stalno zalogo hrane. 23. julija so prvič napadli mestno obzidje, vendar so se morali umakniti, v sadovnjakih pa so jih čakale  številne zasede in napadi gverilcev.
27. julija so načrt spremenili in se odločili, da bodo napadli z vzhoda, kjer je bilo mesto manj utjeno, vendar je bilo tam manj tudi hrane in vode. Ko so tabor preselili na vzhod, sta Damasku prišla na pomoč Nur ad-Din iz Mosula in Saif ad-Din Gazi I. iz Alepa in vrnitev na prejšnje boljše položaje ni bila več mogoča. Lokalni križarski mogočniki so zato sodelovanje v obleganju odpovedali, tako da trije kralji niso imeli druge izbire, kot da obleganje Damaska prekinejo in se vrnejo v Jeruzalem. Prvi  je odšel Konrad, za njim pa ostala vojska. V Jeruzalem so prišli 28. julija. Na poti domov so jih celo pot nadlegovali turški lokostrelci.

## Posledice
Obe krščanski vojski sta se počutili, kot da jih je druga vojska izdala. Skovali so nov načrt za napad na Askalon in Konrad se je takoj odpravil na pohod, zaradi nezaupanja, ki je bilo posledica poraza pred Damaskom, pa se mu nihče ni hotel pridružiti. Medsebojno nezaupanje zaradi poraza je na žalost trajalo več generacij in na koncu privedlo do propada križarskih držav v Sveti deželi. Konrad  se je po odpovedanem napadu na Askalon vrnil v Konstantinopel, da bi obnovil zavezništvo z Bizantinskim cesarstvom. Ludvik je ostal v Jeruzalemu do leta 1149.
Bernard se je po vrnitvi v Evropo zaradi polomije pred Damaskom počutil ponižan in je zato sklenil, da bo papežu napisal opravičilo.  V opravičilu, ki ga je vrinil v drugi del svoje Knjige o premišljevanju pojasnjuje, da so bili za nesreče in napake krivi grehi križarjev. Potem, ko je poziv na novo križarsko vojno propadel, je poskušal s sebe v celoti sprati krivdo za neuspelo drugo križarsko vojno. Umrl je leta 1153.
Uspehi polabske križarske vojne so bil mešani: Sasi so sicer utrdili svoj položaj v Vagriji in Polabju, vendar so poganski Slovani obdržali oblast na ozemlju Obodritov vzhodno od Lübecka. Sasi so začeli v Niklotu pobirati davek, omogočili kolonizacijo škofije Havelberg in osvobodili nekaj danskih ujetnikov, neenotni krščanski voditelji pa so se kljub temu gledali z nezaupanjem in se medsebojno obtoževali za sabotiranje pohoda. Na Iberskem polotoku je krščanska vojska v Španiji in na Portugalskem izbojevala nekaj pomembnih zmag, ki so bile ključnega pomena za rekonkvisto, ki se je končala šele leta 1492.
Na vzhodu je bili stanje mnogo slabše. Druga križarska vojna je imela katastrofalne dolgoročne posledice za Jeruzalemsko kraljestvo. Damask, ki je leta 1154 prišel pod Nur ad-Dinovo oblast, križarjem ni več zaupal. Baldvinu III. je leta 1153 končno uspelo osvojiti Askalon, vendar je s tem zaostril odnose z Egiptom, saj je bilo to utrjeno mesto baza za egipčanske protiofenzive. Križarji so iz Askalona prodirali naprej proti Egiptu in leta 1160 osvojili Kairo. Odnosi Jeruzalema z Bizantinskim cesarstvom so bili mešani, okrepitve iz Evrope pa so postale zelo skromne. Kralj Amalrik I. Jeruzalemski se je povezal z Bizantinci,  ki so se mu potem leta 1169 pridružili neuspelemu vojnemu pohodu proti Egiptu.
Leta 1171 se za egiptovskega sultana proglasil Saladin, nečak enega od Nur ad-Dinovih generalov, združil Egipt in Sirijo in popolnoma obkolil Jeruzalemsko kraljestvo. Zavezništvo z Bizantinskim cesarstvom se je s smrtjo cesarja Manuela I. Leta 1180 končalo in leta 1187 je Jeruzalem po krajšem obleganju kapituliral. Saladin je začel potem prodirati proti severu in zasedel celotno ozemlje ostalih križarskih držav, razen njihovih prestolnic. 
Končna posledica padca Jeruzalema je bila  tretja križarska vojna.